# 2024年パリオリンピックのブレイキン競技
2024年パリオリンピックのブレイキン競技は世界ダンススポーツ連盟 (WDSF) が管轄し、追加種目で2024年パリオリンピックにて初めて実施されたダンススポーツのオリンピックのブレイキン競技である。

## 概要
2019年6月25日のIOC総会で、追加種目の採用について、スポーツクライミング、サーフィン、スケートボードの事実上決定とともに、ブレイキンが決定した。ブレイキンは初の採用だったのでオリンピック憲章の、種目構成は前大会の実施状況を見てから実施を決定する、の対象外だった。なお、ブレイキンは2023年10月のIOC総会で次の2028年ロサンゼルスオリンピックでは実施競技から除外されている。
競技はコンコルド広場に特設された「コンコルド・アーバンパーク」にて行われた。競技開幕を告げる杖を3回突く儀式「トロワ・ク」(Trois coups) はラッパーのスヌープ・ドッグが行った。審査員9名に加え、DJ2名、MC2名の構成となった。
第1試合はBガール（女子）が予定より1名多い出場となったのでINDIA（オランダ）対TALASH（難民選手団）の予備予選となった。カブール出身のアフガニスタン難民であるマニジャ・タラシュ（ダンサー名: TALASH）が演技中に「FREE AFGHAN WOMEN（アフガニスタンの女性を解放しろ）」と書かれた青いケープを広げた。これは政治的なメッセージを発することを禁止したオリンピック憲章に反する行為となり失格となった。
オーストラリア代表選手のレイチェル・ガンは予選ラウンドで0点を獲得して敗退した後、彼女の独特なパフォーマンスやユニフォームが非難の的となり、アメリカのトークショー番組『ザ・トゥナイト・ショー』のパロディにもなった。同国の選手団やオリンピック委員会はガンを擁護する声明を出す事態になった。

## 出場選手
2008年12月31日以前に生まれた選手のみが出場権を得ることができる。
IOCのオリンピックサイトによるとBガール（女子）、Bボーイ（男子）16名ずつの選手が以下の条件によって出場する。
- 1つのNOCからは男女各2名までが出場できる。
- ベルギーのルーヴェンで行われた2023年WDSF世界選手権の優勝者は出場権を獲得する。
- 各大陸予選で首位となった選手に出場権が与えられる（合わせて男女各5名）。ただし、当該の選手が世界選手権で出場権を得ている場合は次点の選手に割り当てられる。
  - アジア…杭州アジア大会で兼ねる
  - アフリカ…アフリカ選手権
  - ヨーロッパ…2023年ヨーロッパ大会で兼ねる
  - オセアニア…オセアニア選手権
  - アメリカ大陸…2023年パンアメリカン大会で兼ねる
- 2024年5月（上海）と6月（ブダペスト）に行われる五輪予選シリーズの成績により男女各7名が出場権を得る。
- 以上とは別に開催国フランスからは最低でも男女各1名の、ユニバーサリティ枠として男女各2名の出場枠が確保されている[13]。

また、2024年5月2日、国際オリンピック委員会より、難民選手団の女子1名がブレイキン競技に参加することが発表され、女子の出場選手は計17名となった。
以下の選手が出場権を獲得した。
| 資格条件             | 資格条件             | Bボーイ | Bガール |
| -------------------- | -------------------- | --- | --- |
| 2023年世界選手権優勝 | 2023年世界選手権優勝 | ビクター・モンタルボ（VICTOR） (アメリカ) | ドミニカ・バネヴィッチ (NICKA) (リトアニア) |
| 大陸予選首位         | アジア               | 半井重幸 (SHIGEKIX) (日本) | 劉清漪(671) (中国) |
| 大陸予選首位         | アフリカ             | Bilal Mallakh (BILLY) (モロッコ) | Fatima El-Mamouny (ELMAMOUNY) (モロッコ) |
| 大陸予選首位         | ヨーロッパ           | ダニス・シビル(DANY DANN) (フランス) | India Sardjoe (INDIA) (オランダ) |
| 大陸予選首位         | オセアニア           | Jeffrey Dan Arpie (ATTACK) (オーストラリア) | レイチェル・ガン (RAYGUN) (オーストラリア) |
| 大陸予選首位         | アメリカ大陸         | フィリップ・キム(PHIL WIZARD) (カナダ) | Sunny Choi(SUNNY) (アメリカ) |
| 五輪予選シリーズ     | 五輪予選シリーズ     | 大能寛飛 (HIRO10) (日本) Lee-Lou Demierre (LEE) (オランダ) Menno van Gorp (MENNO) (オランダ) Kim Hong-yul (HONGTEN) (韓国) Qi Xiangyu(LITHE-ING) (中国) Jeffrey Louis(JEFFRO) (アメリカ) Amir Zakirov(AMIR) (カザフスタン) | 湯浅亜実 (AMI) (日本) 福島あゆみ (AYUMI) (日本) Sya Dembélé (SYSSY) (フランス) Antilai Sandrini (ANTI) (イタリア) Zeng Yingying (YING ZI) (中国) Kateryna Pavlenko (KATE) (ウクライナ) Logan Elanna Edra (LOGISTX) (アメリカ合衆国) |
| ユニバーサリティ枠   | ユニバーサリティ枠   | Sun Chen(QUAKE) (チャイニーズタイペイ) Oleg Kuznietsov(KUZYA) (ウクライナ) | Vanessa Cartaxo (VANESSA) (ポルトガル) Anna Ponomarenko (STEFANI) (ウクライナ) |
| 開催国枠             | 開催国枠             | Gaëtan Alin（LAGAET） (フランス) | Carlota Dudek（CARLOTA） (フランス) |
| 難民選手団           | 難民選手団           | | マニジャ・タラシュ (TALASH) (難民選手団) |

## 競技日程
開始時刻は中央ヨーロッパ夏時間（UTC+2）
| 開催日  | 種目    | 種目 | 競技開始 |
| ------- | ------- | ---- | -------- |
| 8月9日  | Bガール | 予選 | 16:00    |
| 8月9日  | Bガール | 決勝 | 20:00    |
| 8月10日 | Bボーイ | 予選 | 16:00    |
| 8月10日 | Bボーイ | 決勝 | 20:00    |

## 競技結果
| 種目         | 金                                      | 銀                                          | 銅                                        |
| ------------ | --------------------------------------- | ------------------------------------------- | ----------------------------------------- |
| Bボーイ 詳細 | フィリップ・キム (PHIL WIZARD) (カナダ) | ダニス・シビル (DANY DANN) (フランス)       | ビクター・モンタルボ（VICTOR） (アメリカ) |
| Bガール 詳細 | 湯浅亜実(AMI) (日本)                    | ドミニカ・バネヴィッチ (NICKA) (リトアニア) | 劉清漪 (671) (中国)                       |